# X-Face
X-Face é um pequeno mapa de bits (uma matriz de 48x48 pixels) que é adicionado a uma mensagem de usenet ou de e-mail, habitualmente mostrando uma imagem do autor. Os dados que compõem a imagem são incluidos na mensagem sob a forma de texto e enviados em anexo sob a forma de um cabeçalho 'X-Face'. A ideia foi desenvolvida por James Ashton inspirada do programa Vismon desenvolvido nos Laboratórios Bell na década de 1980.
Existe uma grande variedade de programas que suportam o X-Face, sendo a maioria software livre e baseados em Unix ou nas suas variantes.
Nem todos os clientes de usenet ou de email suportam os cabeçalhos X-Face.